# Stankovany
Stankovany este o comună slovacă, aflată în districtul Ružomberok din regiunea Žilina. Localitatea se află la altitudinea de 438 m deasupra n.m., se întinde pe o suprafață de 18,92 km2 și în 2017 număra 1.172 de locuitori. Se învecinează cu Ľubochňa, Kraľovany și Švošov.

## Istoric
Localitatea Stankovany este atestată documentar din 1425.

## Demografie
| An:                | 1994 | 2004   | 2014   | 2024   |
| ------------------ | ---- | ------ | ------ | ------ |
| Număr de persoane: | 1297 | 1229   | 1196   | 1121   |
| Diferență:         |      | −5,24% | −2,68% | −6,27% |

| An:                | 2023 | 2024   |
| ------------------ | ---- | ------ |
| Număr de persoane: | 1125 | 1121   |
| Diferență:         |      | −0,35% |